# Fernand Crommelynck
Fernand Crommelynck (París, 19 de novembre de 1886 -Saint-Germain-en-Laye, 17 de març de 1970) fou un dramaturg d'origen belga que va desenvolupar el teatre d'avantguarda. La seva obra més coneguda és El cornut magnífic.
Els seus pares el van portar a Bèlgica, on va passar la seva infància i la seva joventut, familiaritzant-se amb la vida teatral. Va debutar com a dramaturg als 18 anys amb una comèdia en vers Ja no anirem més al bosc (1904), a la qual va seguir L'Escultor de màscares (1906). Al seu retorn a París es va dedicar al periodisme, simultanejant a partir de llavors les dues ciutats, París i Brussel·les. Més tard va escriure El mercader de laments (1913), El magnífic cornut (1919), que va obtenir un gran èxit i va consagrar definitivament la seva carrera com a dramaturg i en la que es va basar Berthold Goldschmidt per compondre l'òpera Der gewaltige Hahnrei; Els amants puerils (1922), Budells d'or (1925), Corine (1929) i Una dona que té el cor massa petit (1934), entre d'altres.
Crommelynck pertany a la tradició dels grans artistes flamencs, dels qui sembla haver heretat la seva estranya originalitat. Els últims anys de la seva vida els va passar en la seva residència de Rapallo (Itàlia), on va residir amb els seus quatre fills. Allí va escriure les seves últimes obres Calent i fred i El cementiri dels amors.